# Mocopulli
Mocopulli es una localidad de la comuna de Dalcahue, en la Provincia de Chiloé, dentro de la Región de Los Lagos, se encuentra situado al centro de la Isla Grande de Chiloé a unos 7,3 km de Dalcahue (Ciudad más cercana) y a 20,4 km de Castro (Capital provincial), además, es orillado por el Estero de Mocopulli y conectado por las rutas 5 y W-45. Según el Instituto Nacional de Estadísticas tiene una cantidad de 871 habitantes, esto sumado a todos sus sectores.

## Antecedentes
Mocopulli cuenta con varios lugares importantes, entre ellos y el que principalmente destaca es el Aeródromo de Mocopulli, al igual que sus instituciones, como la Escuela rural de Mallinlemu estando ubicada en el sector Mocopulli Bajo, o también la Iglesia Evangélica Unión Cristiana de Mocopulli, ubicada al centro de la localidad.

## Historia

### Batalla
Para más información: Batalla de Mocopulli
La Batalla de Mocopulli fue un enfrentamiento bélico ubicado en los sectores rodeantes de la localidad entre las fuerzas españolas del Gobierno Político de Chiloé y las recientes de Chile, esto dentro de la Guerra de Independencia, que terminó con la derrota de los patriotas.

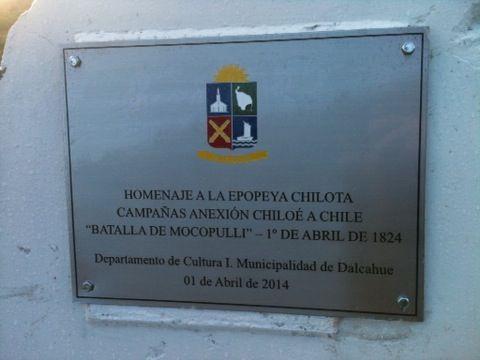
Cartel que indica la Batalla de Mocopulli.

### Aeródromo
Para más información: Aeródromo Mocopulli
El Aeródromo de Mocopulli es uno de los aeródromos principales de la región, siendo de uso público, el aeródromo conecta las ciudades de Santiago y Puerto Montt.